# Čebula
La Čebula (in russo Чебула?, nell'alto corso Большая Чебула, Grande Čebula) è un fiume della Russia siberiana occidentale, affluente di sinistra della Kija. Scorre nel Čebulinskij rajon dell'oblast' di Kemerovo. Appartiene al bacino dell'Ob' superiore (sottobacino del Čulym).
Il fiume scorre in direzione settentrionale fino a sfociare nel fiume Kija a 266 km dalla foce, a sud della città di Mariinsk. Ha una lunghezza di 113 km. Nel basso corso il fiume tocca l'insediamento di tipo urbano di Verch-Čebula.